# Hjemkomst
Hjemkomst er en dansk kortfilm fra 2004, der er instrueret af Tom Vilhelm Jensen.

## Handling
Thomas er hjemvendt fra Bosnien. Filmen strøer salt i et åbent sår i den kollektive bevidsthed ved at afspejle hans sinds(s)tilstand; for der findes noget, der er langt værre end at dø, og det er ikke at turde leve. Der rejses ikke spørgsmål om ansvar. Formen er abstrakt, fordi indholdet forlanger det.

## Medvirkende
- Kim Sønderholm - Thomas
- Nikolaj PapaDuke - Serber
- Ninna Thymark - Psykolog

### Stemmer
- Dorte Rømer - Thomas' mor
- Ditte Seibert - Kæreste
- Christian Juul - Soldat
- Thomas Jæger - Thomas' far